# Krigen
Krigen, noto con il titolo internazionale A War, è un film del 2015 diretto da Tobias Lindholm.

## Trama
Durante la messa in sicurezza di un villaggio in Afghanistan dai talebani, il comandante danese Claus Michael Pedersen e la sua compagnia rimangono intrappolati in un incessante conflitto a fuoco. Per mettere in salvo un milite ferito e l'intera truppa, Claus ordina un attacco aereo. L'operazione però causa la morte di undici civili e il comandante viene accusato di aver bombardato un obiettivo non militare. Un'accusa che lo metterà di fronte a un duro processo.

## Riconoscimenti
- 2016 - Premio Oscar
  - Candidatura a Miglior film straniero (Danimarca)